# Séptima batalla del Isonzo
La séptima batalla del Isonzo se libró entre el 14 al 17 de septiembre de 1916 entre los ejércitos del Reino de Italia y los de Austria-Hungría. Siguió los éxitos italianos durante la Ofensiva de Trentino y la Sexta batalla del Isonzo en la primavera de 1916.

## La batalla
En un encuentro breve e intenso que se libró del 14 al 17 de septiembre de 1916, el jefe del Estado Mayor italiano, Luigi Cadorna cambiaria su enfoque de ataques de distracción de amplia base a iniciativas estrechamente enfocadas dirigidas a objetivos únicos.  En esta última batalla de Isonzo, el Tercer Ejército italiano, con una gran cantidad de artillería, atacó el Carso hacia Nova Vas. Después de un primer día exitoso, Nova Vas fue atacada, el segundo día los búnkeres alemanes fueron bombardeados con artillería de gran importancia. A los pocos minutos de que los italianos cesaran el fuego, las fuerzas austro-húngaras se rindieron. 
Sin embargo, las continuas ofensivas de Cadorna a lo largo del Soča (Isonzo) lograron desgastar los recursos austro-húngaros, tanto en términos de mano de obra como de disponibilidad crucial de artillería. A medida que avanzaba cada batalla, la guerra de desgaste de los italianos parecía cada vez más probable que llevara a los austro-húngaros a la derrota, sin la ayuda de sus aliados alemanes.
La Octava batalla del Isonzo siguió el 10 de octubre de 1916